# USS President Lincoln (1907)
L'USS President Lincoln est un transport de troupes en service dans l'United States Navy lors de la Première Guerre mondiale.